# アンソニー・クルーズ

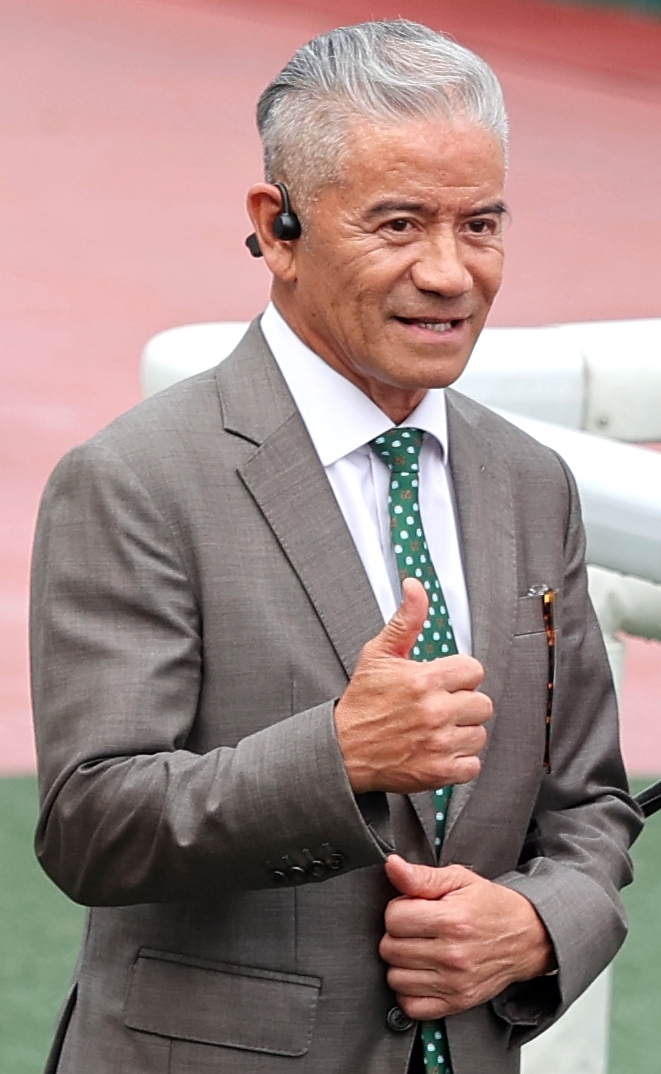
アンソニー・クルーズ、2024年4月7日シャティン競馬場

アンソニー・クルーズ（英: Anthony S.Cruz、中: 告東尼、1956年12月24日 - ）は香港ジョッキークラブに所属する調教師である。ポルトガル出身。

## 来歴

### 騎手時代
1974年、香港ジョッキークラブ騎手養成所を第1期として卒業し、見習騎手としてデビューする。
1980年代はヨーロッパでも騎乗し、1986年のチャンピオンステークスをトリプティクに騎乗して制している。
1986年にはジャパンカップに出走するトリプティクと共に初来日を果たし、中央競馬初騎乗となったジャパンカップと同日の11月23日に行われた神代特別（900万下）では、アサクサバリエンテに騎乗して3番人気で7着、中央競馬重賞及びGI初騎乗となったジャパンカップでは3番人気で11着となっている。
翌1987年も再びトリプティクと共に来日し、11月15日に行われた富士ステークス（当時オープン競走）を同馬に騎乗して制し、中央競馬初勝利を挙げている。
1992年には第6回ワールドスーパージョッキーズシリーズに初出場するために来日している。
1996年1月1日、最後の騎乗を勝利で飾り、騎手を引退した。騎手成績は香港通算946勝、中央競馬では通算16戦1勝。

### 調教師時代
騎手引退後は調教師免許を取得し、1999年 / 2000年シーズンには57勝で初のリーディングトレーナーとなった。
2002年 / 2003年シーズン中の2002年には、管理馬のレッドサンをジャパンカップダートへ出走させるために調教師転向後初来日し、管理馬の中央競馬初出走となった11月23日のジャパンカップダートは9番人気で14着だった。
2004年 / 2005年シーズンには、14あるG1競走（香港ローカルを含む）のうち7競走で勝利し、さらに25年間破られなかった調教師のシーズン最多勝記録の87勝を上回る91勝を挙げて2度目のリーディングトレーナーとなった。
2005年  / 2006年シーズン中の2005年には、スプリンターズステークスをサイレントウィットネスが制して、管理馬が中央競馬で初勝利を挙げている。

## 表彰
- 香港リーディングジョッキー（6回）
- 香港リーディングトレーナー（2回）

1999年 / 2000年（57勝）、2004年 / 2005年（87勝）

## 主な騎乗馬
- Triptych / トリプティク（1986年チャンピオンステークス、1987年ガネー賞、コロネーションカップ、フェニックスチャンピオンステークス、チャンピオンステークス）
- Indian Rose / インディアンローズ（1988年ヴェルメイユ賞）
- Lady In Silver  / レディインシルヴァー（1989年ディアヌ賞）
- Golden Pheasant / ゴールデンフェザント（1989年ニエル賞）

## 主な管理馬
- Silent Witness / サイレントウィットネス（2003年香港スプリント、2004年香港スプリント、2005年スプリンターズステークスなど）
- Lucky Owners / ラッキーオーナーズ（2003年香港マイル、2004年香港ダービー）
- Bullish Luck / ブリッシュラック（2005年チャンピオンズマイル、2006年チャンピオンズマイル、安田記念など）
- Helene Mascot / ヘレンマスコット（2008年香港クラシックマイル、香港ダービー）
- California Memory / カリフォルニアメモリー（2011年香港ゴールドカップ、香港カップ、2012年香港カップなど）
- Pakistan Star / パキスタンスター（2018年クイーンエリザベス2世カップ、香港チャンピオンズ&チャターカップ）
- Exultant / エグザルタント（2018年香港ヴァーズ、2019年香港ゴールドカップ、香港チャンピオンズ&チャターカップ、2020年クイーンエリザベス2世カップ、香港チャンピオンズ&チャターカップ）

## 人物・エピソード
- 2002年に行われたエミレーツ・エアライン・レジェンドレースに参加し、エキシビション競走ながら馬に騎乗した。